# سانتو (شهر)
سینتئوکس (به فرانسوی: Cintheaux) یک کمون (فرانسه) در فرانسه است که در canton of Bretteville-sur-Laize واقع شده‌است. سینتئوکس ۷٫۵۸ کیلومتر مربع مساحت دارد ۱۱۸ متر بالاتر از سطح دریا واقع شده‌است.